# 志戸哲也
志戸 哲也（しど てつや、1979年1月7日 - ）は、日本のAV男優。ポーカープレイヤー。

## 略歴・人物
- 大阪府豊中市出身、大阪府立少路高等学校中退[3]。
- 初体験は、高校1年生[4]。
- 将来の夢は「おかんにマンションを買ってあげること」[5]。
- 2025年2月28日、加美杏奈との結婚を発表[6][7]。加美とは事実上のAVデビュー作で共演した間柄で、アタックされ続けた結果結婚の道を選んだ[2]。志戸は加美の作品はやきもちではなく、世に公表された作品に興味がないため未見のまま。しかし交際中からもっと売れて人気者になってほしいと思っていたという[2]。加美とは結婚に際して、不倫は見て見ぬふりすること、離婚しても慰謝料の要求はしないことを約束した[2]。

## 出演作品

### アダルトビデオ（主な作品）
- D.Dブレイカーりりあ 暗黒夢破壊譚 ACT-01 RIRIA（アタッカーズ、2008年2月7日）
- コインランドリーナンパ ～都会の一人暮らし娘はスキだらけ　シリーズ（パラダイステレビ、2008年）※配信
- 中出し もう義母さんでしかイケない（東京音光、2010年5月14日）
- エロ過ぎるサルサダンス教室に潜入！ ～過剰に腰をくねらせる美人ダンサーとSEXできるのか!?（パラダイステレビ、2010年8月15日）※配信
- 旦那と子供が海で遊んでいるのに...海の家エステのイヤラシイ指使いに声を押し殺しママは一瞬で燃え上がる（SODクリエイト、2010年9月9日）
- Aカップ微乳ナンパ！膨らみかけのおっぱいは感度サイコー！（パラダイステレビ、2011年2月6日）※配信
- ビアガーデンで酔い潰れた女とやっちゃった俺[1]（アキノリ、2012年8月9日）
- S-cute Girls 今井ひろの 南梨央奈 愛花沙也[1]（S-cute、2012年12月7日）

他多数

### アダルトビデオ（女性向け作品）
- Club Prince 私の王子様（グラフィティジャパン、2006年10月19日）
- 愛しき美男たちの絶頂 Face & Body Collection II（グラフィティジャパン、2006年12月18日）
- デリシャスタイム[1]（SILK LABO、2010年12月7日）
- 最後のキスを忘れない（SILK LABO、2011年6月4日）
- スキ！スキ！大スキ！志戸哲也（Juicy Diner、2014年4月30日）※配信
- ぼくの初恋はきみでした（TOKYO LUV TRENDY、2014年7月10日）

## 出演番組

### ウェブテレビ
- 女の噂研究所（第68話、2012年、ⅾTV）[8]